# Metocalea lindgreni
Metocalea lindgreni är en skalbaggsart som beskrevs av Klimaszewski in Klimaszewski och Pierre Joseph Pelletier 2004. Metocalea lindgreni ingår i släktet Metocalea och familjen kortvingar. Inga underarter finns listade i Catalogue of Life.